# Copa Comunitat Mediterrànea
La Copa Comunitat Mediterrànea - La Nostra Copa, es una competición autonómica de fútbol por eliminatorias, organizada anualmente por la Federación de Fútbol de la Comunidad Valenciana y disputada por todos los clubes de Regional Preferente, Primera Regional y Segunda Regional de la Comunidad Valenciana.
El club vencedor de la competición tiene derecho a disputar la siguiente edición de la Copa del Rey, siempre que no ascienda a Tercera División RFEF esa misma temporada.

## Historia
La Asamblea General de la FFCV creó la competición en 18 de junio de 2021.
El partido inaugural de la competición se disputó el 11 de septiembre de 2021 en las instalaciones de Mas de La Grava en El Puig, y enfrentó a CD Caxton College y CD de Fútbol Canet.

## Sistema de competición

### Participantes
Esta Competición está dirigida a todos los equipos de Fútbol 11 que integran las categorías de Regional Preferente, Primera y Segunda Regional que no renuncien expresamente a participar en la misma. A excepción de los equipos dependientes o filiales de un equipo principal o patrocinador que compite en categoría nacional, ni los equipos dependientes de un equipo principal que ya toma parte en la misma.

### Rondas eliminatorias
La Copa Comunitat Mediterránea está estructurada con un total de 9 eliminatorias y la final, que se disputarán a partido único, salvo las semifinales que se disputarán en formato de ida y vuelta, lo que hace un total de 11 jornadas.
Primera ronda : Participarán los equipos de 2.ª Regional que toman parte en la competición. Los emparejamientos se establecen siguiendo criterios de proximidad geográfica, procediendo seguidamente al sorteo del 
orden de juego de forma aleatoria a través del sistema Fénix. Estarán exentos de la primera ronda eliminatoria los equipos inscritos que reúnen los requisitos de participación exigidos y que participan en la presente temporada en Regional Preferente y 1.ª Regional.
Segunda ronda: Participaran los equipos de 2.ª Regional que obtuvieron el pase en la primera eliminatoria, además de los equipos de 1.ª Regional inscritos en la competición.
Tercera ronda: Participan los equipos vencedores de la Segunda Ronda.
Sesentaicuatroavos de final: Participarán 128 equipos, los equipos inscritos de Regional Preferente y los equipos que pasaron la tercera ronda por haber ganado su eliminatoria.
Trentaidosavos, dieciseisavos, octavos, cuartos de final, semifinales y final: Los disputarán los vencedores de las eliminatorias inmediatamente anteriores.
Los emparejamientos, desde la Segunda Ronda hasta Dieciseisavos de final se establecerán, mientras sea posible, siguiendo los criterios de proximidad geográfica y con enfrentamientos entre equipos de superior e inferior categoría, y siempre teniendo en cuenta que las eliminatorias se disputaran en el terreno de juego del equipo que compita en menor categoría en la 
presente temporada.
Desde la segunda fase hasta los Dieciseisavos de final, en caso de enfrentarse equipos que militen en la misma categoría en la presente temporada, la eliminatoria se disputará en el terreno de juego del equipo peor clasificado en la temporada anterior.
A partir de octavos de final se realizara sorteo puro de orden de juego y enfrentamientos, sorteándose de igual manera los cruces hasta la final.
Las semifinales se disputarán a ida y vuelta, por sorteo puro de orden de juego y enfrentamientos, accediendo los dos ganadores de estas a disputar la final. 
La Final se disputará, entre los dos vencedores de semifinales, a partido único y en sede neutral a determinar por la FFCV.

### Clasificación para la Copa de Rey
El vencedor de la final se clasificará para disputar la eliminatoria previa que da acceso a la Copa de SM El Rey de la siguiente temporada, entre los 20 campeones de las categorías territoriales de toda España.

## Historial
| Edición | Campeón      | Resultado | Subcampeón                  | Sede Final                                       | Clas. Copa Rey | Nota(s)                                                                                              |
| ------- | ------------ | --------- | --------------------------- | ------------------------------------------------ | -------------- | --- |
| 21-22   | C.D L'Alcora | 1-0       | Unión Benetússer Favara C.F | Estadi José Mangriñán, Vall d'Uixó, Castellón    | C.D L'Alcora   | L'Alcora se clasificó para la previa de la Copa del Rey 22-23. Gol de Clemente en el min. 59         |
| 22-23   | C.D Soneja   | 1-0       | C.D Buñol                   | Estadi Municipal de l'Eliana, l'Eliana, Valencia | C.D Soneja     | C.D Soneja ganó la copa pero no se clasificó a la Copa del Rey tras su ascenso a Tercera Federación. |
| 23-24   | Manises C.F. | 1-1       | C.D. Buñol                  | Estadi Municipal de l'Eliana, l'Eliana, Valencia | Manises C.F.   | Manises gana a C.D. Buñol por 3-1 en penaltis                                                        |

Nota: pró. = Prórroga; pen. = Penaltis.

## Palmarés
En la siguiente tabla se muestran todos los clubes que han disputado alguna vez una final de Copa. Aparecen ordenados por número de títulos conquistados. A igual n.º de títulos, por n.º de subcampeonatos y si persiste la igualdad, por antigüedad de su primer título o participación.
| Equipo                      | Títulos | Finales | Subcamp. | Años campeonatos |
| --------------------------- | ------- | ------- | -------- | ---------------- |
| C.D L'Alcora                | 1       | 1       | 0        | 21-22            |
| C.D Soneja                  | 1       | 1       | 0        | 22-23            |
| Manises C.F.                | 2       | 2       | 0        | 22-23            |
| Unión Benetússer Favara C.F | 0       | 1       | 1        |                  |
| C.D Buñol                   | 0       | 2       | 1        |                  |

Nota * : Clubes desaparecidos

## Estadísticas

### Mayores goleadas
| Fecha                    | Equipo               | Resultado | Rival           | Edición                 |
| ------------------------ | -------------------- | --------- | --------------- | ----------------------- |
| 22 de septiembre de 2021 | Sueca United FC      | 1 – 19    | AD El Perelló   | Primera Ronda - 2021-22 |
| 11 de septiembre de 2021 | Ekklesia FC          | 14 – 0    | Red Mist FC     | Primera Ronda - 2021-22 |
| 12 de septiembre de 2021 | CF Fomento Castellón | 0 – 6     | Primer Toque CF | Primera Ronda - 2021-22 |